# Downham West
Downham West – wieś w Anglii, w hrabstwie Norfolk, w dystrykcie King’s Lynn and West Norfolk. Leży 65 km na zachód od Norwich i 126 km na północ od Londynu.
W 2001 miejscowość liczyła 285 mieszkańców.